# リトルフット クビナガ恐竜がやってきた
『リトルフット クビナガ恐竜がやってきた』（リトルフットクビナガきょうりゅうがやってきた、原題：The Land Before Time IV: Journey Through the Mists）は、1996年にアメリカで製作されたアニメ映画である。リトルフットシリーズ第4作。オリジナルビデオとしてリリース。監督はロイ・アレン・スミス。
日本では1997年5月21日に発売。元々は『リトルフット4』のタイトルだった。『リトルフット いんせきに気をつけろ』と同じ日にリリースされた。

## キャスト
| 役名                     | キャスト               | 日本語吹替           |
| ------------------------ | ---------------------- | -------------------- |
| リトルフット             | スコット・マカフィー   | 高山みなみ           |
| セラ                     | キャンディス・ハトスン | 松本梨香             |
| ダッキー                 | ヘザー・ホーガン       | こおろぎさとみ       |
| ピートリー               | ジェフ・ベネット       | 三ツ矢雄二           |
| イッキー                 | ジェフ・ベネット       | 園岡新太郎           |
| スパイク                 | ロブ・ポールセン       |                      |
| アリ                     | ジュリア・ナハンセン   | 桜井智               |
| リトルフットのおじいさん | ケネス・マーズ         | 内田稔               |
| リトルフットのおばあさん | リンダ・ゲイリー       | 翠準子               |
| オールド・ワン           | キャロル・ブルース     | 来宮良子             |
| アリのママ               | トレス・マクニール     | 松本梨香             |
| ディル                   | トレス・マクニール     |                      |
| アーチー                 | チャールズ・ダーニング |                      |
| ティクルス               | フランク・ウェルカー   | フランク・ウェルカー |
| ナレーター               | ジョン・イングル       | 渡部猛               |